# Ugo Assereto
Ugo Assereto (Genova, 9 dicembre 1838 – Genova, 27 dicembre 1912) è stato un militare, storico e letterato italiano.
Molto significativa sotto l'aspetto storico fu la sua scoperta del cosiddetto Documento Assereto, ovvero l'atto notarile col quale fu possibile identificare le origini genovesi e l'età di Cristoforo Colombo.

## Biografia
Ugo Assereto nacque a Genova il 9 dicembre 1838 da Giuseppe Assereto e Anna Torricella, da un ramo della famiglia Assereto trasferitosi a Genova all'inizio del XVII secolo da Recco. Fece studi classici e poi quelli in legge all'Università di Genova, laureandosi alla fine del 1860, sebbene già da quasi due anni facesse parte come ufficiale dell'esercito. Il padre, compagno di collegio e di università di Giuseppe Mazzini, dei fratelli Ruffini e dei fratelli Benza, lo influenzò nei sentimenti unitari e nazionali.

### Inizi politici e prime pubblicazioni
Appassionato alle questioni politiche, già dal 1857 iniziò a prendervi parte attiva pubblicando, con altri studenti, anche un giornale umoristico. Nella primavera del 1858 gli fu proposto di collaborare a Italia del Popolo, giornale mazziniano di Genova, per il quale scrisse per alcuni mesi. Nel 1858 promosse una protesta contro un articolo del giornale Il Cattolico. Partecipò anche alla dimostrazione del 10 dicembre in Oregina e organizzò una sottoscrizione per offrire doni alla principessa Clotilde in visita a Genova. Fondò inoltre un circolo politico universitario, di cui fu eletto presidente, e del quale fece parte anche Giacomo Giuseppe Costa, poi Ministro di grazia e giustizia del Regno d'Italia.
Sul finire del 1858 gli fu proposto dall'avvocato Giuseppe Carcassi di collaborare al giornale Il San Giorgio, che doveva occuparsi degli interessi economici della Liguria. Con il rapido svolgersi degli avvenimenti, l'alleanza napoleonica e la quasi certezza dell'imminente guerra contro l'Austria, Il San Giorgio si trasformò in giornale politico con idee monarchiche e unitarie, assumendo il titolo di Nazione, con lo scopo di promuovere l'opera di Cavour. Vi collaboravano, oltre a Carcassi, Agostino Bertani, l'avvocato Enrico Brusco, Nino Bixio, Pietro Maestri da Parigi e altri. Anton Giulio Barrili e Vittorio Poggi di Savona scrivevano la cronaca politica. Il giornale cessò le sue pubblicazioni all'inizio della guerra, essendo cessato lo scopo per il quale era stato fondato e perché la maggior parte dei redattori era partito per entrare nell'esercito o nei volontari.

### Carriera militare
Abbandonata l'attività politica, l'11 aprile 1859 Assereto entrò nel corpo suppletivo della Regia Militare Accademia di Ivrea. A fine di giugno fu nominato sottotenente nel 18º fanteria, e poi fu promosso luogotenente. Nell'estate del 1863 fu trasferito nel corpo di Stato Maggiore, nel quale venne promosso capitano nell'ottobre dello stesso anno; nell'autunno del 1873 fu promosso maggiore nel 71º fanteria, vi rientrò nel 1877 come maggiore e poi capo di Stato Maggiore della divisione militare di Catanzaro. Nel 1879 fu promosso tenente colonnello, sempre nello stesso corpo di Stato Maggiore e addetto allo Stato Maggiore del V Corpo d'armata a Bologna, dove fu trasferito con il suo grado nel 28º fanteria. Promosso colonnello nel 1884, vi rimase sino alla primavera del 1888. Ritiratosi con la famiglia a Genova, chiese in seguito il passaggio in servizio ausiliario, poi quello in riserva. Il ministero gli conferì allora il grado di maggior generale e poi quello di tenente generale.
Come militare partecipò a due delle tre guerre d'indipendenza italiane, nel 1859 e nel 1866 (divisione Cosenz), e per il suo servizio ottenne le onorificenze della Corona d'Italia e dei Santi Maurizio e Lazzaro.

### Attività di storico e scrittore
Vivendo a Genova, il suo amico di lunga data Lazzaro Gagliardo, poi ministro, gli chiese di collaborare al quotidiano Il Caffaro, di cui era proprietario lo stesso Gagliardo. Vi scrisse numerosi articoli, essenzialmente su temi militari, con gli pseudonimi di Dal Grifo, Stello e altri. Pochi mesi dopo, essendo il giornale passato in altre mani e temendo potesse prendere un colore politico più accentuato, rinunciò alla collaborazione. In seguito, collaborò con altre testate, fra le quali Il Corriere Mercantile, trattando temi militari, schierandosi contro la conservazione del carattere di "piazza forte" (ovvero città fortificata) a Genova, e con articoli contrari alla proposta di una manifestazione irredentista con l'invio a Trieste del leone di San Marco, tolto nelle guerre di Genova contro Venezia.
Nominato amministratore dell'Ospedale Celesia a Rivarolo, dell'Ospedale di Pammatone a Genova, del Monte di Pietà e della Cassa di Risparmio, vi rinunciò per dedicarsi esclusivamente agli studi storici, dedicandosi in particolare a ricerche e pubblicazioni sulla storia medievale di Genova.
Frutto di tali studi furono pubblicazioni sul Giornale Ligustico (1896-98) riguardanti la fabbricazione a Genova dei mezzi di scrittura, tavolette incerate e pergamena, le tombe colombiane nella Chiesa di San Giorgio dei Genovesi a Palermo, e una monografia sul duomo di Trapani, per stabilire che era l'antica chiesa della colonia genovese florida nel XIII secolo a Trapani, che in loco aveva, oltre propria cappella, una loggia, come altre colonie di comuni italiani. Cessata le pubblicazioni del Giornale Ligustico, collaborò col Giornale storico e letterario della Liguria, ove pubblicò vari scritti, recensioni, e un articolo (1904) sulla data di costruzione del Palazzo Ducale di Genova, basato su documenti sino allora sconosciuti. Sulla Rivista Ligure commentò le teorie di Antonio Cappellini riguardanti il molo vecchio di Genova, con alcuni articoli fra la fine del 1907 e l'inizio del 1908, mostrando che tale costruzione non era opera del Barbarossa, come da alcuni creduto, ma del popolo genovese sotto la direzione di un monaco cistercense. Dal 2 febbraio 1896 sino alla morte fu membro della Società Ligure di Storia Patria.
Nel 1881 si era sposato a Trapani con Laura D'Alì, figlia di Giuseppe D'Alì, commendatore e senatore del Regno d'Italia, e di Rosalia dei Baroni Chiaramonte Bordonaro. I due ebbero cinque figli: Ida (3 luglio 1882 - 22 ottobre 1883), Ada (1 luglio 1883 – ?), Bruno (16 dicembre 1884 - 22 aprile 1886), Lidia (5 ottobre 1887 – ?), Aldo (24 febbraio 1889 - ?). Di questi sopravvissero due femmine e un maschio; quest'ultimo, Aldo, fu ingegnere.
Nel 1909, abbandonati per la vecchiaia gli studi storici, si ritirò a vita privata assistendo la moglie afflitta da grave infermità. Morì a Genova il 27 dicembre 1912.

## Opere
- Ugo Assereto, Genova e la Corsica 1358-1378, Spezia, Tipografia Francesco Zappa, 1900.
- Ugo Assereto, Di alcuni documenti poco noti dell'Archivio di Genova, Spezia, Tipografia Francesco Zappa, 1900.
- Ugo Assereto, Gli ultimi giorni della Repubblica di Genova e la comunità di Nove, La Spezia, Zappa, 1902.
- Ugo Assereto, Un censimento del Patriziato Genovese nel 1621, Roma, Giuseppe Civelli, 1904.
- Ugo Assereto, La data della nascita di Colombo accertata da un documento nuovo (PDF), La Spezia, Tip. di F. Zappa, 1904.
- Ugo Assereto, Ponte Carrega o Ponte delle Carraie (PDF), Genova, Tipografia Fratelli Carlini fu Gio. Batta, 1906.